# Otto Victor II. von Schönburg

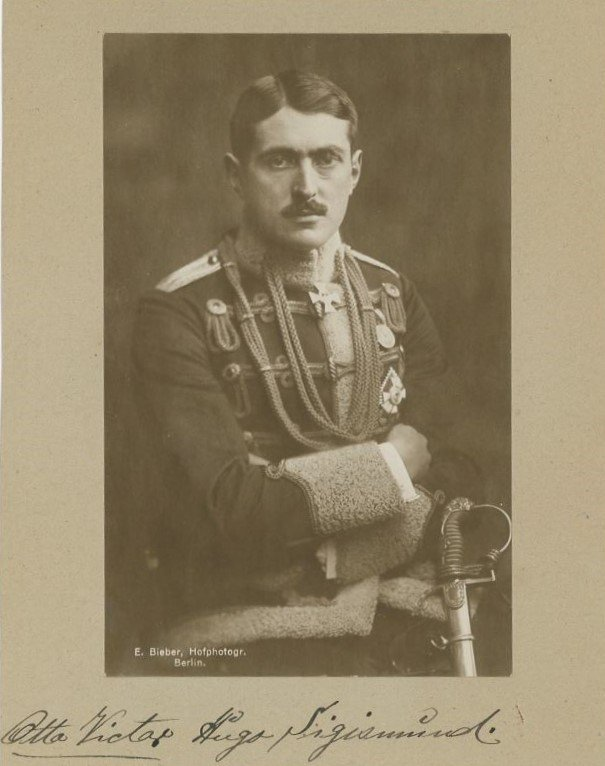
Otto Victor II. von Schönburg-Waldenburg

Otto Victor II. Hugo Sigismund von Schönburg-Waldenburg (* 22. August 1882 in Potsdam; † 14. September 1914 bei Reims) war seit 1893 Fürst von Schönburg.

## Leben
Fürst Otto Victor II. war der Sohn von Erbprinz Otto Karl Victor von Schönburg-Waldenburg (1856–1888) und Prinzessin Lucia zu Sayn-Wittgenstein-Berleburg (1859–1903). Als Kind besuchte er das Vitzthumsche Gymnasium in Dresden. Anschließend studierte er Jura an den Universitäten Bonn und Leipzig. 1902 wurde er Mitglied des Corps Borussia Bonn. Im Mai 1904 trat Otto Victor in das Leibgarde-Husarenregiment in Potsdam ein. Zwischen 1907 und 1910 unternahm er mehrere Reisen und Jagdexpeditionen, die ihn u. a. nach Palästina, Ägypten, dem Sudan und Abessinien führten. Von seinen Reisen brachte Otto Victor zahlreiche Jagdtrophäen und Kunstschätze mit, die später als Exponate der kunsthistorisch bedeutsamen Sammlungen des Waldenburger Schlossmuseums der Öffentlichkeit präsentiert wurden. 
Als Oberhaupt der Linie Schönburg-Waldenburg folgte Otto Victor seinem Großvater Otto Friedrich von Schönburg-Waldenburg als Besitzer der Herrschaften Waldenburg (Sachsen), Lichtenstein und Stein, der Rittergüter Belgershain und Pomßen sowie verschiedener außersächsischer Besitzungen. An Repräsentation und Prachtentfaltung interessiert, ließ Otto Victor 1909 bis 1912 Schloss Waldenburg großzügig umbauen und erweitern. Das äußerst gelungene, wenngleich sehr kostspielige Projekt wurde von den Architekten Hofbaurat Gustav Frölich und Willy Meyer, beide aus Dresden, ausgeführt.
Otto Victor gehörte der I. Kammer des Sächsischen Landtags an und vertrat dort die Interessen des Gesamthauses Schönburg. Die erfolgreiche Kandidatur seines Schwagers Prinz Wilhelm zu Wied für den vakanten albanischen Thron, die Fürst Otto Victor II. unterstützt hatte, verhalf auch dem Haus Schönburg europaweit zu einer gesteigerten Beachtung. So empfing Fürst Otto Victor am 23. Februar 1914 die offizielle albanische Throndeputation unter Essad Pascha auf Schloss Waldenburg. Im Ersten Weltkrieg kämpfte Fürst Otto Victor an der Westfront, wo er bereits am 14. September 1914 bei einem Erkundungsritt nahe Reims fiel. Sein Leichnam wurde zunächst auf dem Schlachtfeld beigesetzt, kurz darauf aber exhumiert und nach Lichtenstein überführt. Fürst Otto Victor II. war Inhaber des Großkreuzes des Albrechts-Ordens sowie zahlreicher weiterer Auszeichnungen.

## Familie
Aus seiner Ehe mit Prinzessin Eleonore zu Sayn-Wittgenstein-Berleburg (1880–1965) hatte er keine Kinder. Seine Schwester Sophie war für sechs Monate Fürstin von Albanien, sein Bruder Günther folgte ihm 1914 als 5. Fürst von Schönburg.

## Ausstellungen
Seiner Frau Eleonore, Prinzessin zu Sayn-Wittgenstein-Berleburg (1880–1965), genannt Fürstin „Lory“, widmete das Waldenburger Schlossmuseum (Landkreis Zwickau) von April bis September 2023 eine Sonderausstellung.